# Риу-Алб-де-Сус
Риу-Алб-де-Сус (рум. Râu Alb de Sus) — село у повіті Димбовіца в Румунії. Входить до складу комуни Риу-Алб.
Село розташоване на відстані 100 км на північний захід від Бухареста, 28 км на північ від Тирговіште, 59 км на південь від Брашова.

## Населення
За даними перепису населення 2002 року у селі проживали 620 осіб, усі — румуни. Рідною мовою 619 осіб (99,8%) назвали румунську.